# Julio Enciso
Julio César Enciso (Caaguazú, 23 januari 2004) is een Paraguayaans voetballer die doorgaans als aanvaller speelt. Hij verruilde Club Libertad in juli 2022 voor Brighton & Hove Albion. Enciso debuteerde in 2021 in het Paraguayaans voetbalelftal.

## Clubcarrière
Enciso werd in 2015 opgenomen in de jeugdopleiding van Club Libertad. Hiervoor debuteerde hij op 17 maart 2019 op vijftienjarige leeftijd in het eerste elftal tijdens een wedstrijd in de Primera División tegen Deportivo Santaní. Hij werd zo de jongste speler ooit in de hoofdmacht van Libertad. Zijn eerste doelpunt in de Primera División volgde op 27 september 2020, tegen San Lorenzo. Enciso groeide in 2021 uit tot basisspeler bij Club Libertad. Zijn ploeggenoten en hij werden dat jaar kampioen van de apertura. Dat lukte ze een seizoen later opnieuw, mede door elf doelpunten van Enciso.
Enciso verruilde Club Libertad in juli 2022 voor Brighton & Hove Albion. Dat betaalde een transfersom van 9,5 miljoen pond (zo'n 11 miljoen euro) plus toekomstige toeslagen. Hij moest hier opnieuw zijn plek veroveren. Coach Roberto De Zerbi gebruikte hem in 2022/23 vooral als invaller. Enciso schoot op 24 mei 2023 de 1–1 voor Brighton diagonaal in de kruising tijdens een wedstrijd in de Premier League thuis tegen Manchester City. Dit doelpunt werd na afloop van het seizoen verkozen tot Goal of the Season in zowel een verkiezing van de Premier League als in die van Match of the Day. Doordat 1–1 ook de eindstand was, verzekerde Brighton zich die wedstrijd ook voor het eerst in de clubgeschiedenis van Europees voetbal. Het was niet meer te achterhalen als nummer zes van de Premier League en plaatste zich zo rechtstreeks voor de groepsfase van de Europa League.

## Interlandcarrière
Enciso debuteerde op 15 juni 2021 in het Paraguayaans voetbalelftal. Bondscoach Eduardo Berizzo liet hem toen een paar minuten voor tijd invallen tijdens de eerste groepswedstrijd van de Copa América 2021, tegen Bolivia. Hij mocht later dat toernooi ook invallen in de kwartfinale tegen Peru. Enciso kreeg op 25 maart 2022 voor het eerst een basisplaats in het nationale elftal. Dat speelde toen een WK-kwalificatiewedstrijd tegen Ecuador.

## Erelijst
| Kampioen Primera División | 2x | Apertura 2021, Apertura 2022 |
| Trophée des Champions     | 1x | 2018                         |